# Megacorma obliqua
Espèce
Megacorma obliqua est une espèce de lépidoptères (papillons) de la famille des Sphingidae, sous-famille des Macroglossinae, de la tribu des Acherontiini et du genre Megacorma.  

## Description
Son envergure varie de 120 à 145 mm. L'espèce se distingue de toutes les autres espèces de Sphingidae par la combinaison de la structure des palpes labiaux, du long thorax et du motif des ailes. Sa trompe est bien plus longue que son corps, et son thorax est très long, s'étendant bien au-delà de la base de l'aile antérieure.

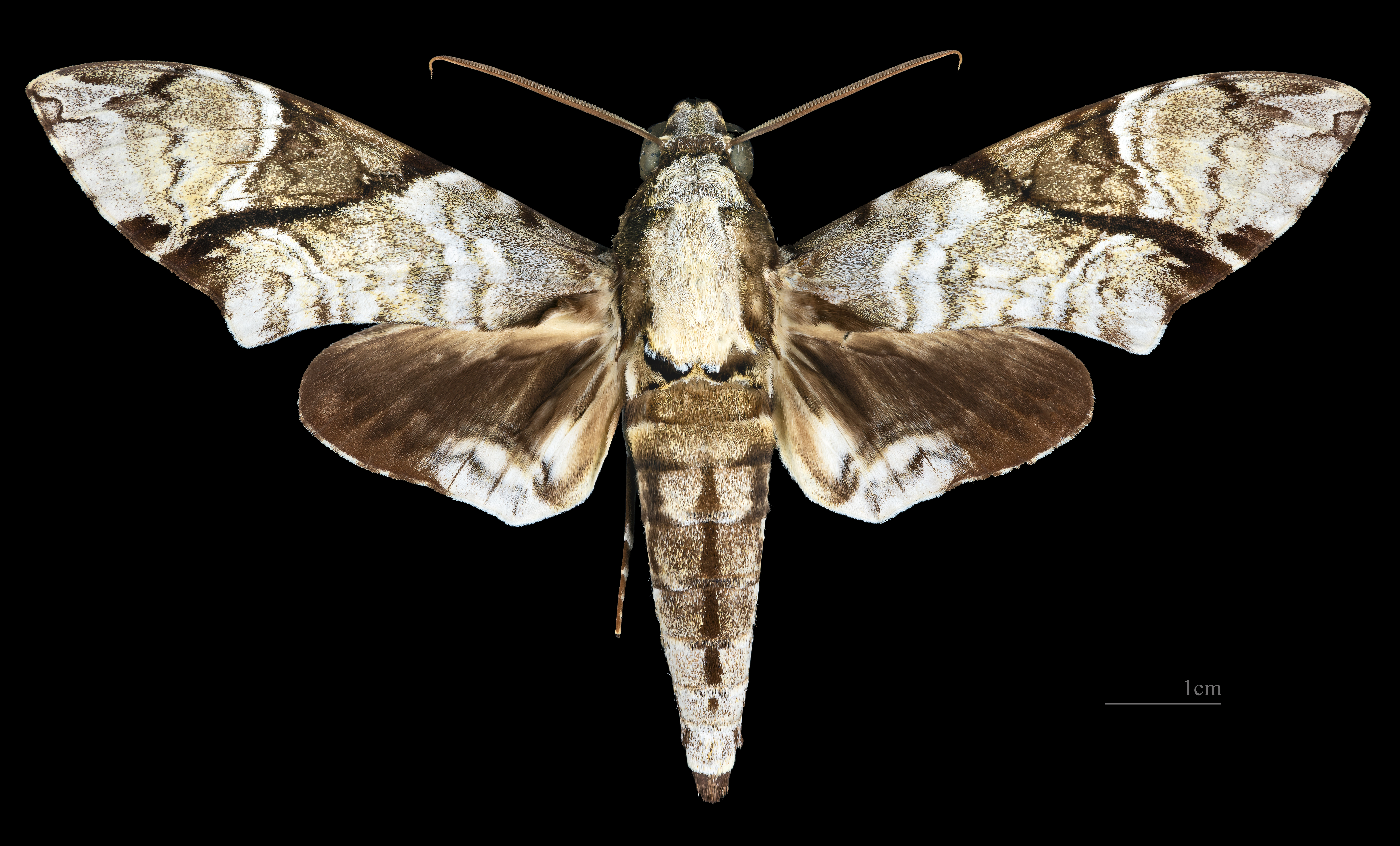
Avers du mâle (coll.MHNT)
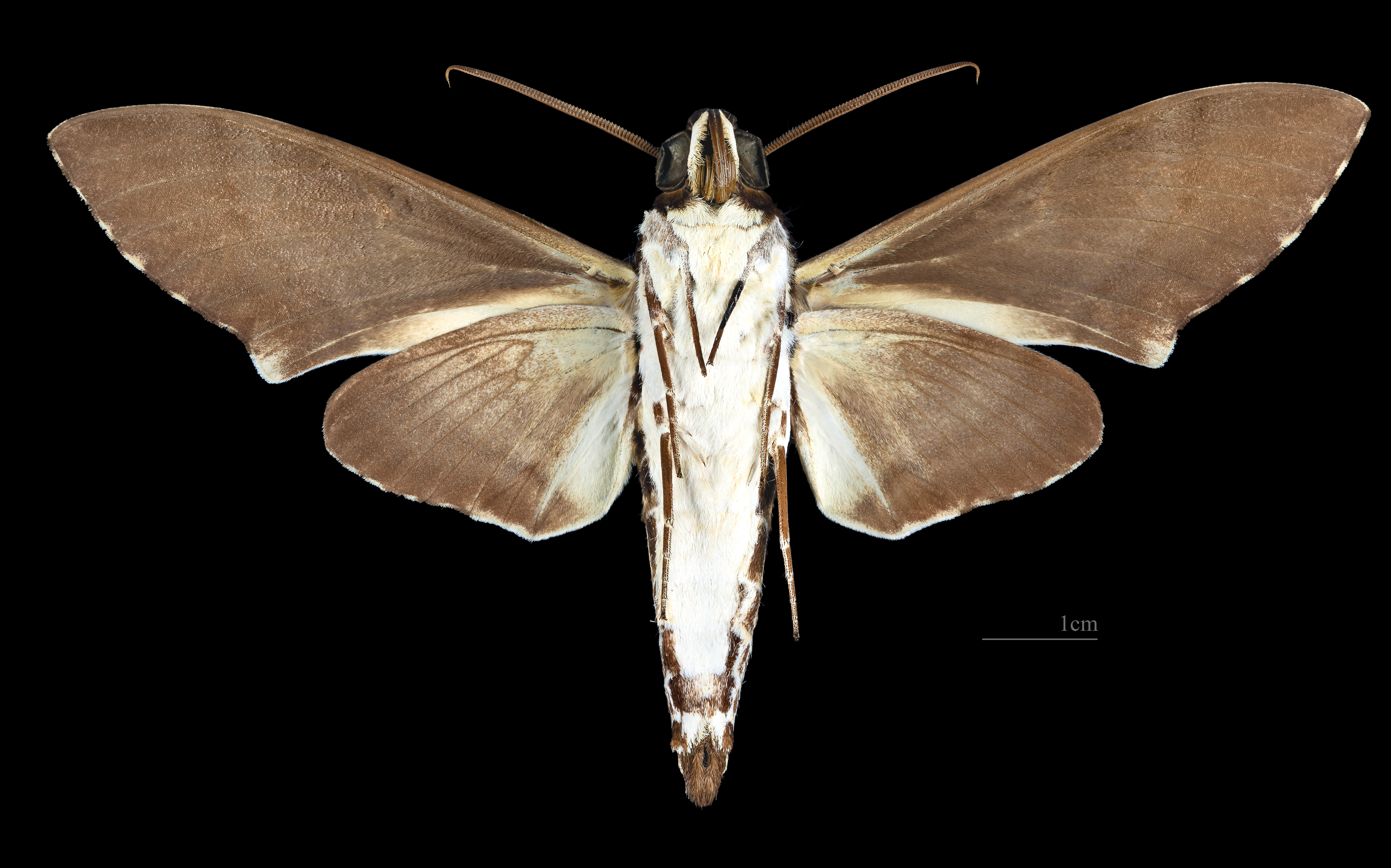
Revers du mâle (coll.MHNT)
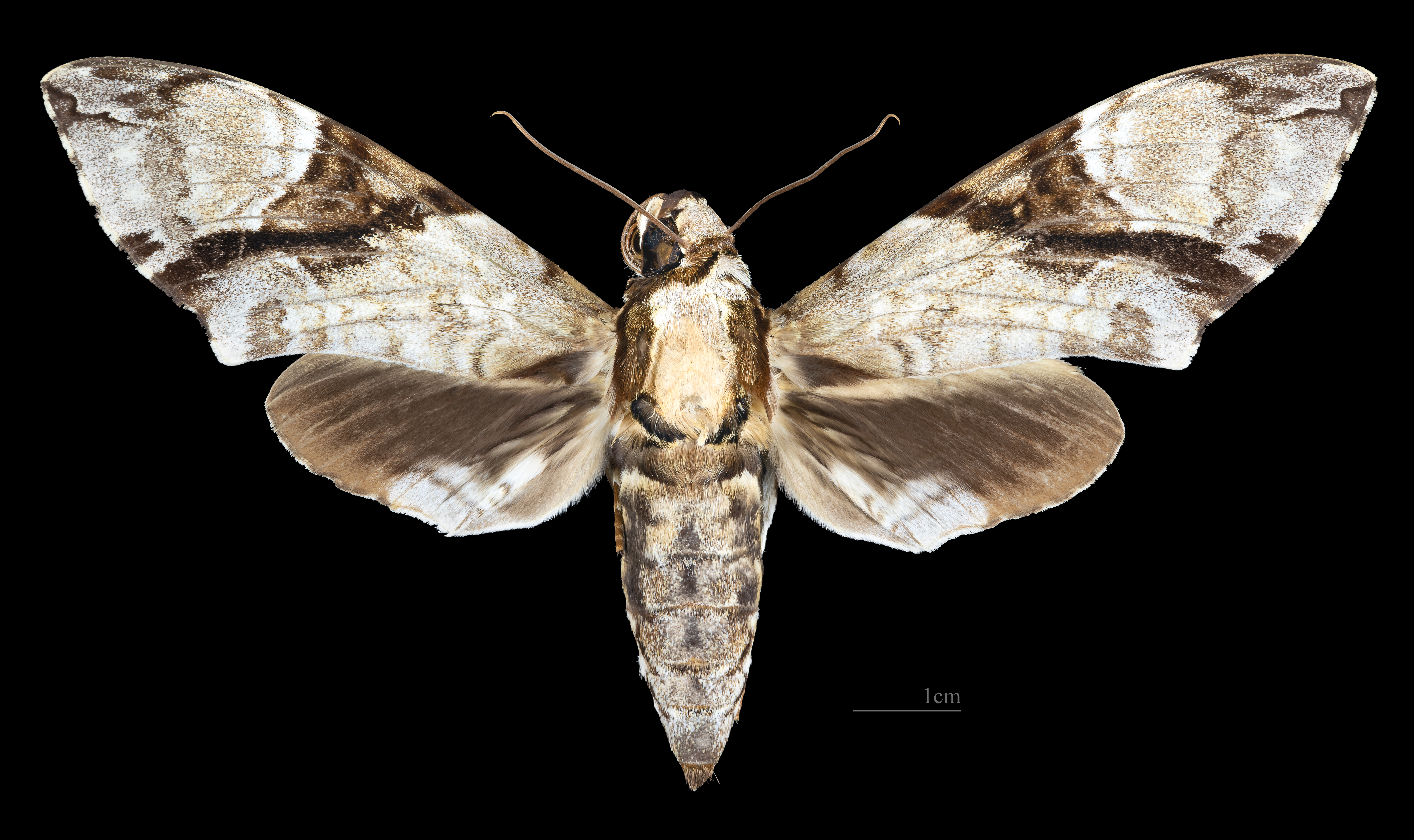
Avers de la femelle (coll.MHNT)
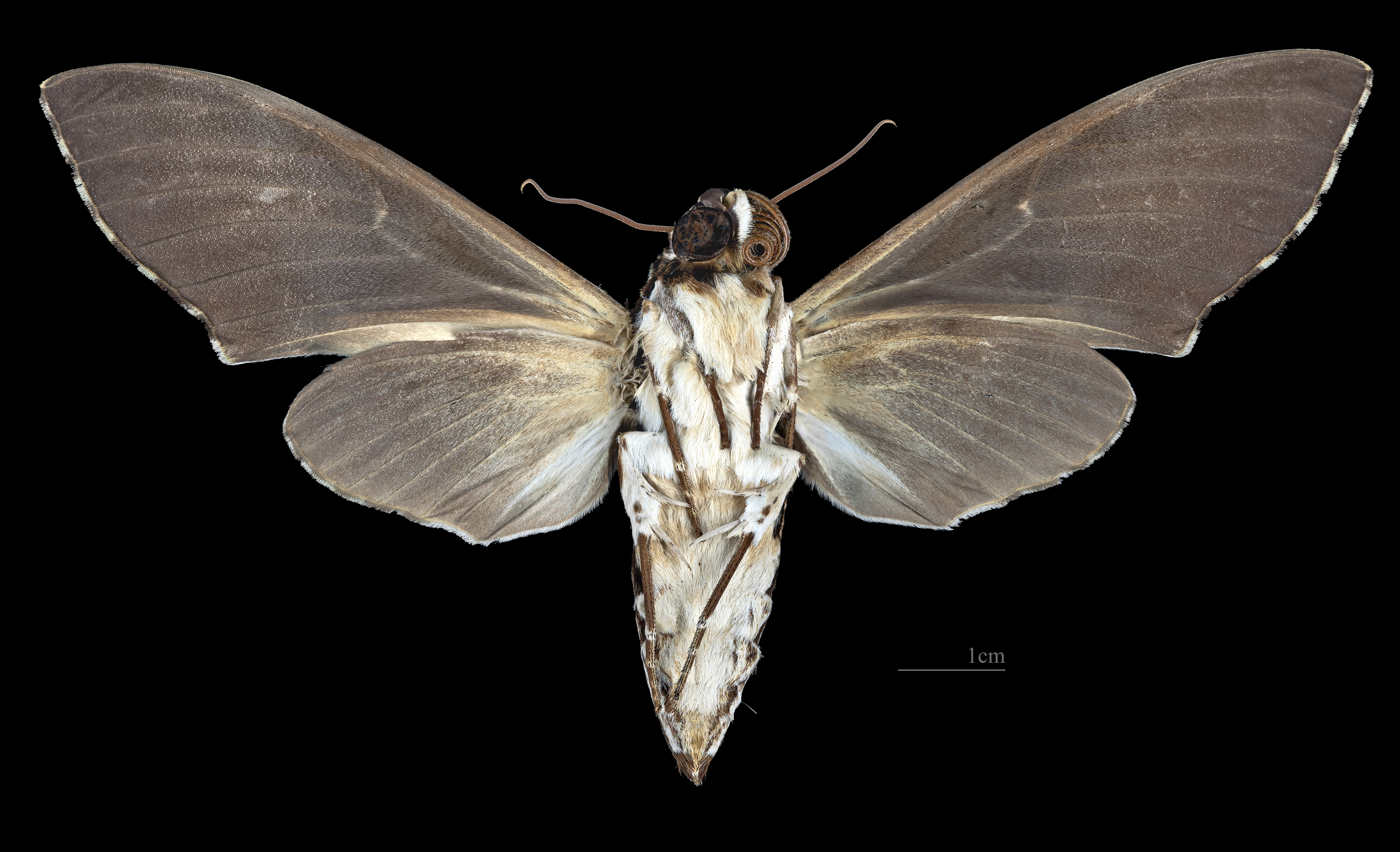
Revers de la femelle (coll.MHNT)

## Répartition et habitat
Répartition
L'espèce est connue au Sri Lanka, au nord-est de l'Inde, en Birmanie, au sud-ouest de la Chine (Yunnan, Hainan), en Thaïlande, au Vietnam, en Malaisie (Peninsulaire, Sarawak, Sabah) et en Indonésie (Sumatra, Kalimantan, Java, Céram, Papouasie occidentale)), aux  Philippines  Palawan), en Papouasie-Nouvelle-Guinée et dans les îles Salomon.

## Systématique
- L'espèce Megacorma obliqua a été décrite par l'entomologiste britannique Francis Walker en 1856, sous le nom initial de Macrosila obliqua[2].
- La localité type est l'état de Pará au Brésil.

### Synonymie
- Macrosila obliqua Walker, 1856 protonyme
- Sphinx nestor Boisduval, 1875

## Liste des sous-espèces
- Megacorma obliqua obliqua (Walker, 1856)
- Megacorma obliqua remota Jordan, 1924 (Papouasie-Nouvelle-Guinée)